# 부산 복천사 석조석가여래 및 보살좌상
부산 복천사 석조석가여래 및 보살좌상(釜山 福泉寺 石造釋迦如來 및 菩薩坐像)은 부산광역시 영도구 신선동 복천사에 있는 불상이다. 2008년 12월 16일 부산광역시의 문화재자료 제49호로 지정되었다.

## 개요
원래 복천사에는 석가여래좌상, 문수보살, 보현보살, 관음보살, 지장보살상 등 5존상(五尊像)이 있었으나, 1970년대 초에 관음, 지장, 문수보살상을 도난당해 지금은 석가여래좌상, 보현보살상과 문수보살상의 대좌였던 사자좌만 남아있다.
석가여래좌상과 보현보살좌상의 바닥에는 새겨진 명문을 통해서 이 상들이 1922년에 완호비구에 의해 조성되었다는 것을 알 수 있다. 완호스님은 1921년 복천사의 주지로 부임하여 전각을 건립하고 그 안에 봉안될 불상과 불화를 조성하였던 것으로 알려져 있다.
이 불상들은 양식면에서 조각승 희장(熙藏, 1639-1661)을 수화사(首畵師)로 하여 순치(順治) 18년(1661)에 조성된 범어사 대웅전 석가삼존불상과 같은 17세기 불상 양식을 기초로 하고 있으나, 얼굴에 부드러운 조형감을 더하고 옷주름 표현에서도 유려함이 돋보이며, 금속제 환형의 광배를 등에 꽂은 표현에서 근대적인 요소가 나타나고 있어 조선후기에서 20세기로 이어져 내려온 불교 조각의 전통을 뚜렷하게 느낄 수 있다.
특히, 금속으로 별도로 주조되어 불보살상에 끼운 고리형태의 두광은 일본의 헤이안(平安) 후기 조각에서부터 유행하였던 요소로서, 복천사 불상들에서 이와 같은 외래요소가 새롭게 차용되었다는 점이 흥미롭다.
복천사 석조석가여래좌상과 보살좌상은 1922년이라는 정확한 조성연대를 알 수 있으며 근대 불교조각의 한 획을 긋는 완호비구의 작품으로서 문화재적 가치가 크다. 더욱이 근대 불교조각에 대한 연구가 미진한 지금의 상황에서 복천사 석조석가여래좌상과 보살좌상은 근대 불상조각의 흐름을 알려주는 기준작인 동시에 편년작으로서 미술사적인 자료로서의 가치도 작지 않다.

## 참고 자료
- 부산 복천사 석조석가여래 및 보살좌상 - 국가유산청 국가유산포털